# Velódromo Nacional Reinaldo Paseiro
Koordinaten: 23° 9′ 14,1″ N, 82° 18′ 54,2″ W
Das Velódromo Nacional Reinaldo Paseiro ist eine Radrennbahn im Osten der kubanischen Hauptstadt Havanna.
Die Radsportanlage wurde zu Ehren von Reinaldo Paseiro Rodríguez benannt. Bei den Vorbereitungen zu den Panamerikanischen Spielen von 1991 in Havanna wurde beschlossen, das neue Velodrom auf den Namen des Sportlers zu taufen. Auf der Bahn werden in der Regel nationale und internationale Bahnradrennen durchgeführt.